# 韋斯特蒙特 (伊利諾伊州)
韋斯特蒙特（英語：Westmont）是位於美國伊利諾伊州杜佩奇縣的一個村落。

## 地理
韋斯特蒙特的座標為41°47′40″N 87°58′35″W / 41.79444°N 87.97639°W，而該地最高點為海拔高度228米（即748英尺）。

## 人口
根據2010年美國人口普查的數據，韋斯特蒙特的面積為13.22平方千米，當中陸地面積為12.95平方千米，而水域面積為0.27平方千米。當地共有人口24,685人，而人口密度為每平方千米1,867人。